# Opéra Bastille

Opéra Bastille im Schmuck der Einweihungsfeierlichkeiten, Juli 1989

Die Opéra Bastille (Bastille-Opernhaus) ist eines der zwei Pariser Opernhäuser, die der staatlichen Institution der Opéra National de Paris unterstehen. Diese 1989 eröffnete Oper von Carlos Ott sollte das bis zu diesem Zeitpunkt zentrale Opernhaus, die Opéra Garnier, auch „Palais Garnier“ genannt, entlasten, die heute hauptsächlich für Ballettaufführungen des Ballet de l’Opéra de Paris genutzt wird, aber auch weiterhin klassische Opern aufführt.

## Standort
Das Opernhaus liegt an der Place de la Bastille im 12. Arrondissement. An dem Standort zwischen der Rue de Lyon und der Rue de Charenton auf Höhe der Place de la Bastille lag vorher der 1859 eröffnete und am 14. Dezember 1969 stillgelegte Bahnhof Gare de la Bastille. Der wurde nach der Stilllegung bis zum Beginn der Arbeiten im November 1984 für verschiedene Ausstellungen benutzt. Der ehemalige Schienenweg vom Stadtrand zu diesem Bahnhof ist heute als Promenade plantée ein Spazierweg mit eigenartigem Charme. Unter den Bögen dieser früheren Hochbahn befinden sich heute die Boutiquen des Viaduc des Arts.

## Geschichte

### Planung
Die Opéra Bastille ist eines der architektonischen Großprojekte in Paris – der sogenannten Grands Projets –, die der damalige französische Staatspräsident François Mitterrand zwischen 1982 und 1995 initiierte. Auf Anregung Mitterrands wurde im März 1982 der Bau eines neuen Opernhauses beschlossen, um die historische Opéra Garnier zu entlasten. Es sollte eine moderne und populäre (franz. „moderne et populaire“) Oper werden, um die klassische Musik zu demokratisieren, d. h. für jeden, für das Volk, zugänglich zu machen. Später wurde der Begriff „populaire“ kritischer gesehen, da er suggerieren könnte, dass es sich um minderwertige Kunst für die breite Masse handelt. Genau das Gegenteil war aber entsprechend dem französischen Selbstverständnis der Fall. Es wurde das zu seiner Zeit modernste Opernhaus der Welt mit überragenden technischen Eigenschaften geplant, um den bedeutendsten Künstlern der Welt einen Raum zu geben.
Im Juli 1982 wurde ein internationaler Wettbewerb für die Pläne des neuen Opernhauses ausgeschrieben. Von 1700 Einreichungen wurden 756 Projekte angenommen. Im November 1983 bekam schließlich überraschend der international noch unbekannte 37-jährige Architekt Carlos Ott kanadisch-uruguayischer Herkunft den Zuschlag für dieses Großprojekt; sein Entwurf soll im anonymen Wettbewerbsverfahren allgemein für den Beitrag des amerikanischen Architekten Richard Meier gehalten worden sein. Vom Berliner Büro Biste und Gerling kam die Planung für die Bühnentechnik. Die Planung der Bauausführung wurde der staatlichen Körperschaft Établissement public Opéra-Bastille (EPOB) übergeben.
Zu den drei Finalisten zählten neben Carlos Ott noch Rocco Sen Kee Yim (Hong Kong) und das Team Dan Munteanu, Teodor Georgesco und Odile Perreau-Hamburger (Paris).

### Eröffnung
Die Oper wurde am Abend des 13. Juli 1989 als Auftakt der Feierlichkeiten zum 200. Jahrestag des Sturms auf die Bastille und des Beginns der Französischen Revolution mit dem von Robert Wilson inszenierten Stück La nuit avant le jour (dt.: Die Nacht vor dem Tag) in Anwesenheit zahlreicher Staatsoberhäupter und der Teilnehmer des G7-Gipfels, der zur gleichen Zeit in Paris stattfand, eingeweiht. Insgesamt wohnten 2.703 Besucher diesem Ereignis bei. Schluss und Höhepunkt der Inszenierung bildete der Gesang der Marseillaise. Unter der Leitung von Georges Prêtre wirkten unter anderem folgende Künstler mit: June Anderson, Teresa Berganza, Plácido Domingo, Martine Dupuy, Alain Fondary, Barbara Hendricks, Alfredo Kraus, Jean Philippe Lafont, Ruggero Raimondi, Shirley Verrett.
Der reguläre Opernbetrieb wurde am 17. März 1990 mit einer Aufführung von Les Troyens unter Leitung des Chefdirigenten Myung-whun Chung aufgenommen.
Ursprünglich war vorgesehen, wie in Deutschland ein Repertoire-System einzuführen und bei 2700 Zuschauern 300 Vorstellungen im Jahr zu geben. Eine den Sparzwängen geschuldete dünne Personalausstattung (1700 Festangestellte) hat dies verhindert. Amsterdam und Brüssel praktizieren einen En-suite-Betrieb, die „Bastille“ arbeitet tatsächlich zwischen jenem und dem einst geplanten Spielsystem. Die öffentliche Hand trägt zwei Fünftel des jährlichen Finanzbedarfs von 250 Millionen Euro (Stand 2024).

## Architektur
Das Gebäude nimmt eine Grundfläche von 22.000 m² ein, die Gesamtfläche über alle Etagen beträgt 160.000 m².

### Technik und Akustik
Die Bühnentechnik des Hauses ist einmalig. Die Einzigartigkeit der Maschinerie rührt auch daher, dass sie zu Beginn nicht richtig lief, im Haus weiterentwickelt wurde und nun maßgeschneidert ist – mit dem Nachteil, das zum Betrieb nötige Know-how der Mitglieder des Entwicklerteams nur schwer an deren Nachfolger weitergeben zu können. Es gibt Platz für neun verschiedene Bühnen, die mit kompletter Dekoration getauscht werden können. Der Schacht für die Hauptbühne erstreckt sich über 80 Meter in die Höhe, davon 30 Meter unter Straßenniveau. Ein Manko der Opéra Garnier, wo Säulen auf vielen Plätzen die Sicht behindern, wurde hier nicht wiederholt: Die Bühne ist von allen Plätzen gut zu sehen. Lediglich bei einer Aufführung ließ eine Bühnendekoration für die Zuschauer in den oberen Rängen nur die Sicht auf die Füße der Akteure zu, nach lautstarken Protesten wurde noch während des Stückes die störende Dekoration entfernt. 
Das Haus hat eine gute Akustik. Der bewegliche und verstellbare Orchestergraben lässt sich schließen und kann bis zu 130 Musiker aufnehmen. Das Opernhaus beherbergt auch Ateliers und Werkstätten für Bühnenbilder, Kostüme und Requisiten sowie Arbeits- und Proberäume. Die Werkstätten haben ein luxuriöses Platzangebot; für die fertigen Bühnenbilder beträgt die Durchfahrthöhe 11,50 Meter.

### Zuschauerkapazitäten
- Großer Saal mit 2745 Plätzen. Er hat eine Fläche von 1280 m², ist 20 m hoch, 32 m tief, 40 m breit. Mit seinem Rauminhalt nimmt er allerdings nur 5 % des Gebäudegesamtvolumens ein. Als Materialien wurden aus Lannelin in der Bretagne stammender blauer Granit und Birnbaumholz aus China verwendet.[9]

- Kleiner Saal mit 450 Plätzen (veränderbar von 300 bis 1200 Plätze). Er hat eine Fläche von 700 m², eine Tiefe von 21,4 m. Als Material wurde Bruchstein aus weißem Veroneser Marmor eingesetzt und die Decke mit Stuck verziert.

- Studio mit 250 Plätzen. Es hat eine Fläche von 280 m², eine Tiefe von 19,5 m. Als Materialien wurden ebenfalls Bruchstein aus weißem Veroneser Marmor und Rundhölzer aus Birnbaum verwendet.

- Amphitheater mit 500 Plätzen

### Geplante Erweiterung
2019 war eine Umgestaltung und Erweiterung des Operngebäudes geplant. Dazu kam es bis heute allerdings nicht (Stand 2025).

### Geplante Sanierung
Die Opéra Bastille soll voraussichtlich in der Saison 2029/30 saniert werden.